# جون إتش لورانس
جون إتش لورانس (بالإنجليزية: John H. Lawrence)‏ هو فيزيائي وأستاذ جامعي أمريكي، ولد في 7 يناير 1904 في كانتون في الولايات المتحدة، وتوفي في 7 سبتمبر 1991 في بيركيلي في الولايات المتحدة.